# اینازاوا، آیچی
اینازاوا، آیچی از شهرهای استان آیچی ژاپن است که جمعیت آن در ۱ ژانویه ۲۰۰۸ ۱۳۷٬۴۷۵نفر بوده‌است.